# Distretto di Cagaanhajrhan (Uvs)
Il distretto di Cagaanhajrhan è uno dei diciannove distretti (sum) in cui è suddivisa la provincia dell'Uvs, in Mongolia. Conta una popolazione di 2.011 abitanti (censimento 2014). 